# Malus
Malus es un género de árboles y arbustos de la familia Rosaceae, que incluye varias especies cultivadas por sus frutos, como la manzana en diferentes variedades; recibe también nombres como pomera, sagarrondo, pumar, maciñeira, etc. El género tiene 35 especies aceptadas del centenar descritas.

## Características

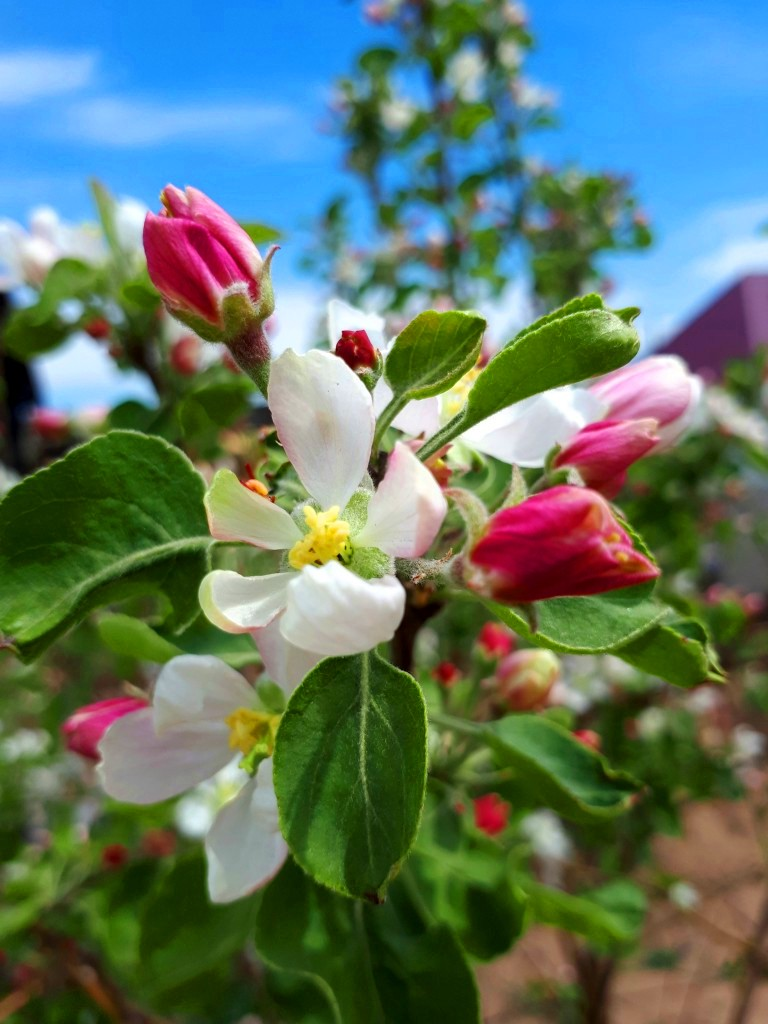
Flor de manzana. Siberia Oriental

Árboles y arbustos caducifolios, normalmente con hojas simples, ocasionalmente lobuladas, aserradas. Flores normalmente en racimos umbeliformes, de color blanco o con varios tonos de rosa o púrpura. Poseen cinco sépalos, cinco pétalos redondeados y entre quince y cincuenta estambres, normalmente de anteras amarillas. El fruto es un pomo y suele estar coronado con el cáliz persistente, y su forma depende de la variedad; pero por lo general es redondeado u ovoide. Comprende unas 35 especies nativas de zonas templadas de Europa, Asia y Norteamérica. Algunas especies son importantísimos árboles frutales.
Hay más de 7500 especies de manzanas. Las diferentes especies se encuentran en climas templados y subtropicales ya que los manzanos no florecen en las zonas tropicales, pues necesitan algunas heladas.

## Taxonomía
Malus fue descrito por Philip Miller y publicado en The Gardeners Dictionary...Abridged...fourth edition, vol. 2, en el año 1754. La especie tipo es: Malus sylvestris Mill.
Etimología
Malus es el término genérico en Latín de un nombre clásico antiguo dado a la manzana. En Virgilio, Geórgicas 2, 70.